# Anti-Nélson Rodrigues
Anti-Nélson Rodrigues é uma peça teatral brasileira, escrita por Nélson Rodrigues em 1973 e levada aos palcos pela primeira vez em 1974, sob a direção de Paulo César Pereio. Foi sua penúltima peça, menos polêmica e desafiadora que as anteriores, impregnada com um humor permanente, contrabalançando assim a dramaticidade do texto.
Foi escrita por Nélson após insistentes pedidos da atriz Neila Tavares, que há tempos lhe pedia um original. O dramaturgo estava descontente com o seu público, com os jornais e com o pouco reconhecimento que vinha recebendo e, pela primeira vez em sua vida, estava estabilizado financeiramente, tendo acabado de comprar um apartamento de três quartos na Avenida Atlântica, de frente para o mar do Leme. Por todos esses motivos, ele se recusava a fazer teatro político, e não tinha interesse em retratar em suas peças o momento que o Brasil atravessava. Porém, depois de oito anos de silêncio, ele voltou à ativa com uma história otimista sobre o amor eterno.
Apesar do título, a peça não contradiz em nada a obra de Nélson Rodrigues. A temática e a linguagem têm o mesmo estilo das quinze peças anteriores. Aparecem nela figuras e personagens já típicos do dramaturgo, como a mãe que idolatra o filho, o pai que renega o filho, a empregada doméstica estereotipada, a força do dinheiro etc. É uma peça extremamente rodrigueana, a diferença está na serenidade do autor.

## Sinopse
A peça narra a história de Oswaldinho, filho de Tereza e Gastão, um jovem mimado pela mãe e desprezado pelo pai. Inescrupuloso, ladrão e mulherengo, se torna dono de uma das fábricas do pai e se apaixona por uma funcionária recém-contratada, a jovem e incorruptível Joice. Acostumado a ter tudo o que quer, Oswaldinho tenta comprar Joice, que espera por um amor desde menina e não se deixa levar pelo dinheiro.